# Cryptovenator
Cryptovenator (griech. kryptos „versteckt“, „heimlich“ und lat. venator „Jäger“) bezeichnet eine Gattung basaler sphenacodontider „Pelycosaurier“ (Synapsida) aus dem späten Oberkarbon Deutschlands. Die Typus- und einzige Art Cryptovenator hirschbergeri wurde 2011 anhand des vorderen Teils eines Unterkiefers erstbeschrieben, der einer Sandstein-Schicht der mittleren Remigiusberg-Formation des Saar-Nahe-Beckens (Rheinland-Pfalz) entstammt. Dieses Fossil repräsentiert mit einem Alter von etwa 300 Millionen Jahren die ältesten Überreste eines Amnioten in Deutschland. Benannt wurde die Art nach dem damaligen Landrat des Kreises Kusel, Winfried Hirschberger, der sich um die museale Würdigung der paläontologischen Funde der Region verdient gemacht hatte.
Mit einer geschätzten Gesamtlänge von circa einem Meter gehört Cryptovenator zu den kleineren Vertretern der Sphenacodontiden.

## Fundort
Das Typus- und einzige bekannte Exemplar von Cryptovenator hirschbergeri stammt vom Westrand des Remigiusberg-Steinbruches nahe Haschbach im südlichen Rheinland-Pfalz. Der Steinbruch ist die Typlokalität der auf 300 Millionen Jahre (spätes Gzhelium) datierten Remigiusberg-Formation, der basalen Formation des Rotliegend des Saar-Nahe-Beckens. Die Fundschicht gehört zu einer gemischt karbonatisch-siliziklastischen Abfolge von Ablagerungen des sogenannten Theisbergstegen-Sees (Untere Theisbergstegen-Bank).
Der Remigiusberg-Steinbruch hat viele gut erhaltene Fossilien von Fischen und Amphibien hervorgebracht und ist zudem reich an fossilen Trittsiegeln rein terrestrischer Landwirbeltiere. Diese Spuren wurden vermutlich von Diadectiden, Parareptilien, Diapsiden und Synapsiden erzeugt. Körperfossilien von Amnioten waren von dort bis zum Fund von Cryptovenator nicht bekannt.

## Beschreibung
Beim Holotyp von Cryptovenator hirschbergeri handelt es sich um die vordere Hälfte eines Unterkiefers, die hauptsächlich aus dem Dentale besteht und deren Länge etwa 5 Zentimeter beträgt. Sie ist mit 11 Zähnen bestückt, von denen die vordersten drei deutlich größer sind als die übrigen Zähne - sogenannte caniniforme (fangzahnartige) Zähne (siehe auch → Heterodontie). Von diesen drei caniniformen Zähnen ist wiederum der zweite der größte. Alle Zähne besitzen einen annähernd tropfenförmigen Umriss. Auffällig ist die große Höhe der gesamten vorderen Partie des Dentale, einschließlich der Symphysenregion. Zudem ist die niedrigere, hintere Partie des Dentale deutlich aufwärts gekrümmt. All dies sind typische Merkmale von Sphenacodontiden, die sich in ähnlicher Weise bei den Gattungen Sphenacodon und Dimetrodon finden.

## Systematik
Die tropfenförmige Kontur der Zähne, die caniniformen vorderen Zähne, die hohe Symphyse und die ausgeprägte Aufwärtskrümmung des hinteren Teils des überlieferten Kieferknochens weisen Cryptovenator unzweifelhaft als Sphenacodontiden aus. Die gedrungene Ausbildung des Kiefers sowie die nur moderat ausgeprägte Heterodontie gelten hingegen als Autapomorphien von Cryptovenator. Beim Gebiss geologisch jüngerer Vertreter der Sphenacodontiden, wie Sphenacodon, Ctenospondylus oder Dimetrodon aus dem frühen Perm, ist die Heterodontie deutlich stärker ausgeprägt – u. a. ist bei diesen Formen der erste Zahn des Unterkiefers deutlich in seiner Größe reduziert. Daher ist Cryptovenator ein relativ ursprünglicher Sphenacodontide. Weil er aber mehr Merkmale mit den am stärksten abgeleiteten Gattungen Dimetrodon oder Sphenacodon teilt als mit Secodontosaurus, steht Cryptovenator nicht ganz an der Basis der Sphenacodontidae.

## Bedeutung
Die überlieferte permokarbone Fauna des Saar-Nahe-Beckens im Allgemeinen und die der Remigiusberg-Formation im Besonderen wird von aquatischen Wirbeltieren dominiert. Hingegen kommen in der Fossilüberlieferung anderer Rotliegendbecken, etwa im Thüringer Wald (Bromacker) oder Oberschlesien (Nowa Ruda), basale Synapsiden („Pelycosaurier“) relativ häufig vor.
Cryptovenator ist der erste Fund eines Amnioten im Saar-Nahe-Becken und speziell der erste Fund eines Vertreters sphenacodontider „Pelycosaurier“, die dort bis dahin nur indirekt durch das Ichnotaxon Dimetropus repräsentiert waren. Nach Macromerion schwarzenbergii aus Kounová in Tschechien handelt es sich bei Cryptovenator überdies um den zweitältesten Fund eines Sphenacodontiden in Europa.
Der direkte Nachweis von Sphenacodontiden, den am stärksten abgeleiteten Formen der „Pelycosaurier“, im späten Karbon stützt die Annahme, dass die Diversifikation der frühen Amnioten lange vor dem Übergang vom Karbon zum Perm stattfand. Aufgrund des spärlichen karbonischen Fossilberichts der Amnioten bleibt es jedoch unklar, ob dieser Prozess relativ schnell innerhalb einiger weniger Millionen Jahre am Ende des Karbons stattfand oder bis weit in das frühe Karbon zurückreicht.